# Dyrehaven
Dyrehaven (officielt Jægersborg Dyrehave) er en cirka 1.100 hektar stor naturpark i Lyngby-Taarbæk Kommune nord for København. 
Den grænser mod nord op til Jægersborg Hegn, som indtil 1832 var en del af Dyrehaven.
Ved alle indgange findes de karakteristiske røde porte. Den mest benyttede, Klampenborg port, ligger lige ved Klampenborg Station. Alle portindgange ligger ved et porthus til skovløberen. De er bygget efter samme model.
Dyrehaven er udpeget som naturskov. Det betyder, at beskyttelse af naturen går forud for dyrkning af træ. Gamle træer fældes kun, hvis de er til fare for publikum.
I Dyrehaven findes en hjortebestand på op mod 2.000, fordelt på 300 krondyr, 1.600 dådyr og 100 sikaer.
Dyrehaven er også rammen om Eremitageløbet og Hubertusjagten. Jagten rides første søndag i november. Motionsløbet Eremitageløbet afholdes første søndag i oktober.
Fortunløbet, som skiftede navn til Ermelundsløbet, stoppede omkring 1960.
Taarbæk Fort blev i 1913-1915 anlagt i Dyrehaven cirka 500 meter nordvest for Taarbæk Kirke. Det blev nedlagt 1937 og blev af æstetiske grunde tildækket med jord i 1969.

## Historie
I 1669 besluttede Frederik III, at et område af "Boveskov" (Bøgeskov) skulle indhegnes, og hjortevildt fra nær og fjern skulle drives ind i området. Boveskov var allerede omtalt som kong Valdemars ejendom i Kong Valdemars Jordebog fra 1231. Skoven lå i den østlige og sydlige del af den nuværende Dyrehave og benyttedes af bønderne fra landsbyen Stokkerup, der lå lige nordfor. Hegnet bestod i en grøft, og jorden fra dette arbejde blev lagt op i en vold på den side af grøften, der vendte væk fra Dyrehaven. På jordvolden blev rejst et stakit af ris, som blev flettet mellem stolper nedgravet i jorden. På den måde blev det svært for hjortene at springe over hegnet, da forskellen mellem grøft og vold øgede hegnets effektive højde. Man kan stadig se grøft og jordvold på en lang strækning gennem Dyrehaven, i den sydøstlige del. Vi kender den nøjagtige plan for resten af hegnsarbejdet, der aldrig blev færdiggjort: Arealet skulle være på ca. 300 hektar. Frederik III døde imidlertid i 1670, og da hans søn, Christian V, overtog magten, lagde han nye og meget større planer for Dyrehaven. Under sin uddannelse havde Christian V været ved Solkongens hof i Frankrig. Her havde han set en ny jagtform, parforcejagt, som han blev meget optaget af. Den jagtform krævede store arealer. Så Christian V udvidede sin fars dyrehave med markerne til landsbyen Stokkerup, som i dag er Eremitagesletten, samt det, der i dag er Jægersborg Hegn. Det indhegnede område kom op på 1600 hektar. Bønderne i Stokkerup, hvis gadekær ligger på Eremitagesletten, fik ordre om at nedrive deres huse og bruge materialerne til at genopbygge de gårde i området, som stod tomme efter svenskerkrigene nogle år i forvejen. Som kompensation fik de tre års skattefrihed.

## Områder i Dyrehaven
- Del af Chausseen mellem Rådvadport og Eremitagesletten
- Solnedgang i Dyrehaven
- Eremitagesletten i solnedgang.
- Ulvedalene med Djævlebakken i baggrunden. De mange bygninger og telte er en del af teaterstykket Thor

### Hjortekær
Hjortekær er en nordlig bydel i Storkøbenhavn beliggende i Lyngby-Taarbæk Kommune nordøst for Lyngby på østsiden af Helsingørmotorvejen.
Området er opdelt i tre kvarterer: Hjortekær, Dyrehavegård og Fortunen.
Hjortekær har ingen erhvervsområder, men enkelte offentlige
institutioner indenfor forskning og produktudvikling, bl.a. en afdeling
af DTU. Desuden har bydelen Trongårdsskolen. Af andre undervisningsinstitutioner er den største Lyngby Uddannelsescenter. Derudover ligger der i Dyrehavegårdkvarteret DMI (Dansk Maritimt Institut), som er en del af FORCE Technology.
Udover nogle få lokale butikker har bydelen to lokalcentre med dagligvarer. I Eremitageparken ligger en Netto.
Fra Hjortekær bydel er der let adgang til grønne landskaber, og i selve bydelen ligger Fortunfortet og et grønt fritidsområde i den nordligste del af Eremitageparken.
Hjortekær regnes som en del af området Whiskybæltet, beliggende nord for København. Hjortekær har en Grundejerforening Arkiveret 23. september 2017 hos  Wayback Machine der er stiftet i 1924.

### Mølleåen med møllebyerne
Området nord for Eremitageslettten lige ved Rådvad.

### Eremitagesletten
Eremitagesletten er et område mod nord i Dyrehaven.
Oprindeligt var området marker til landsbyen Stokkerup, der blev nedlagt da Christian VI skulle bruge dem til parforcejagt. Det ses tydligt ved vejsystemet i den klassiske stjerneform, der gør det muligt at følge vildet fra midten: Eremitageslottet.
Sletten er omkranset af skov. Fra Hjortekær mod nord og øst er det en lige række kastanjetræer, der er afslutningen af sletten. De dannede nordgrænsen i Dyrehaven til 1913, hvor det blev flyttet længere mod nord: lige nord for Mølleåen.
Sletten lagde 7. september 1879 græs til den første fodboldkamp i Danmark, hvor Kjøbenhavns Boldklub (KB), viste spillet frem. I dag spiller Taarbæk Idrætsforening i disse smukke omgivelser.

### Fortunens Indelukke
Område i den vestlige del af Dyrehaven. Var hegnet ind, så vildtet ikke havde adgang. Det var det eneste sted i Dyrehaven hjortevildtet ikke kom. Området blev åbnet og dermed lagt sammen med resten af Dyrehaven i 2016.

### Ulvedalene
Ulvedalene er Dyrehavens mest kuperede terræn, dannet under den sidste istid. Her ligger også Djævlebakken, der er en attraktiv kælkebakke.
Ulvedalsteateret spillede i 39 år i Ulvedalene. Første gang i sommeren 1910 med Adam Oehlenschlägers Hagbart og Signe. Ideen stammer fra skuespilleren Adam Poulsen og redaktør Henrik Cavling.
Arkitekt var kunstneren J.F. Willumsen, der skabte plads til ca. 4.000 siddende og 2.000 stående tilskuere. Hans to ravneskulpturer stod på hver side af scenen. De blev senere flyttet til J.F. Willumsens museum.
Billetprisen var meget rimelig, så teatret overlevede helt til 1949.
- 1910 - Hagbart og Signe. En Skærsommernatsdrøm.
- 1911 - Antigone. Hagbart og Signe. Røverne (Schiller).
- 1912 - Ingen forestilling.
- 1913 - Dyrehavspil (Scener af St. Hansaftenspil og Resencenten og Dyret). Dansen på Koldinghus.
- 1914 - Elverhøj. Dansen på Koldinghus.
- 1915 - Liden Kirsten. Elverskud. Elverhøj.
- 1916 - Ingen forestilling.
- 1917 - Ingen forestilling.
- 1918 - Gurre
- 1919 - Ingen forestilling.
- 1920 - Ingen forestilling.
- 1921 - Ingen forestilling.
- 1922 - Der var engang - .
- 1923 - Der var engang - . Helligtrekongersaften.
- 1924 - Hakon Jarl. Ambrosius.
- 1925 - Ebbe Skammelsen. Elverhøj.
- 1926 - En Skærsommernatsdrøm. Dansen på Koldinghus.
- 1927 - Det gamle Spil om Enhver. Eventyr på Fodrejsen.
- 1928 - Menneskesønnen. Gulddaasen.
- 1929 - Gulddaasen. Vølund Smed. Røverne (Schiller).
- 1930 - Hagbart og Signe. Elverhøj.
- 1931 - Der var engang -.
- 1932 - Hjortens Flugt
- 1933 - Ingen forestilling.
- 1934 - Ingen forestilling.
- 1935 - Røverne fra Rold.
- 1936 - Eventyr på Fodrejsen. Tata (ballet med indlagt kor).
- 1937 - Ingen forestilling.
- 1938 - Ingen forestilling.
- 1939 - Ingen forestilling.
- 1940 - Ingen forestilling.
- 1941 - Der var engang - . Solosang af Aksel Schiøtz.
- 1942 - Elverhøj. Solosang af Aksel Schiøtz.

Efter en pause på næsten 50 år genoplivede skuespilchef Birgitte Price i 1996 traditionen med en opsætning af Elverhøj i et samarbejde mellem Det kongelige Teater, Lyngby-Taarbæk Kommune og Kulturby 96. Siden har der været flere opsætninger i Ulvedalene.
- 1996 - Elverhøj
- 1998 - Der var engang
- 2000 - Aladdin
- 2003 - Ivanhoe
- 2006 - Thor
- 2010 - De tre musketerer
- 2013 - Robin Hood
- 2016 - Kong Arthur
- 2018 - Røde Orm
- 2021 - Hobbitten
- 2023 - Ragnarok

- Den Slesvigske Sten 1866. Litografi efter tegning af Ferd. Richardt
- Kirsten Piils kilde. Vandet kan stadig drikkes den dag i dag.
- Peter Lieps Hus med kapervogn på vej til Dyrehavsbakken.
- Fortunen Restaurant

### Den Slesvigske Sten
Den Slesvigske Sten er sat til minde om slesvigernes besøg den 30. juli 1861 og 5. september 1865. Stenen markerer forbindelsen mellem Slesvig (Sønderjylland) og Danmark. I 1875 blev den første store grundlovsfest holdt ved Den Slesvigske Sten . Stenen bærer indskriften Intet Danmark uden Slesvig – Intet Slesvig uden Danmark.

### Kirsten Piils Kilde
Kilden blev, efter en usikker overlevering, opdaget af en i øvrigt ukendt Kirsten Piil i 1583. Efter fortællingen var Kirsten en from kvinde, som ved sit hellige levned gav kilden en særlig helbredende kraft, der fik syge til at valfarte til kilden for at drikke vandet.

### Dyrehavsbakken
Dyrehavsbakken (i daglig tale Bakken) er verdens ældste stadig eksisterende forlystelsespark. Ifølge traditionen stammer den fra opdagelsen af Kirsten Piils kilde i 1583, hvorefter forskellige gøglere og handlende kom til for at underholde og tjene på de valfartende til kilden. Sin nuværende form begyndte den for alvor at få i slutningen af 1700-tallet, først med telte men siden med faste bygninger. I nutiden har Bakken 35 kørende forlystelser foruden spisesteder og forskellig optræden.

### Peter Lieps Hus
Peter Lieps Hus er i dag en af de mest kendte og populære restauranter. Det har navn efter Dyrehavens første egentlige skytte, Peter Liep. Huset, som oprindelig hed Kildehuset, menes at være bygget i slutningen af 1700-tallet og så noget specielt ud, da Peter Liep overtog driften i 1888. Det var i 1860'erne blevet udvidet med en tilbygning i to etager, der gav huset et klodset udseende.
I september 1915 brændte det ned til grunden, og en genopbygning stod klar i 1916 efter tegning af kgl. bygningsinspektør Johannes Magdahl Nielsen. Det fik lov at stå til 1928, hvor huset nedbrændte efter en påsat brand. Denne gang blev det genopbygget, som det er i dag. Magdahl Nielsen var igen arkitekt. Efter nogle år blev der føjet pavillon og moderne toiletter til. Besøgstallet var stigende, og stedet bar allerede i slutningen af 1800-tallet den tidligere restauratørs navn. I 1952 blev der igen sat ild til huset, men den blev slukket uden at gøre anden skade end et hul i stråtaget. Senere samme dag gik der ild i tilbygningerne, der nedbrændte, mens stuehus et blev reddet. Tilbygningerne blev genopført i 1954, og en ny pavillon blev føjet til i 1960. Alle disse bygninger kendes i dag under navnet "Peter Lieps Hus", selv om Peter Liep næppe ville genkende dem.

### Fortunen
Fortunen er et gammelt skovfogedsted på kongernes jagtvej til Dyrehaven og har fået sit navn efter lykkens gudinde, fru Fortuna. Allerede tidligt blev udskænkningen den vigtigste indtægtskilde. Bygningen med Hotel Fortunen er tegnet 1937 af Magdahl Nielsen.

## Kunst
Der findes flere malerier der afbilder Dyrehavnen.
Blandt tidlige malerier er C.A. Lorentzens En gøglertrup ankommer til Dyrehavsbakken fra omkring år 1800, der viser folkelivet omkring Dyrehavsbakken.
Et senere maleri er Theodor Philipsens En sen efterårsdag i Dyrehaven. Solskin fra 1886.
Per Kirkeby og Jørgen Leth skabte filmen Dyrehaven, den romantiske skov der havde premiere i 1970.
Med statiske kamaraindstillinger indfangede filmfotografen Henning Camre Dyrehavens årstider, i en stil der gjorde at filmen havde en karakter grænsende til eksperimentalfilmgenre.
Året før havde kunstnerkollektivet ABCinema skabt ekperimentalfilmen Dyrehavefilmen.
Tilbage i 1917 havde Nordisk Films Kompagni stået for den henved 6 minutter lange dokumentarfilm Vintertid i Dyrehaven.
Denne stumfilm viser i en række glimt dyr og menneske i Dyrehaven omkring Peter Lieps Hus og Ulvedalen.
I litteraturen findes Dyrehaven i Adam Oehlenschlägers skuespil St. Hans-Aften-Spil og Poul Henningsens digt Dyrehavenn med førstelinjen "I skovn lege skjul".
- C.A. Lorentzen, En gøglertrup ankommer til Dyrehavsbakken, omkring 1800. 
Foto:  Statens Museum for Kunst
- Johan Christian Dahl, Dyrehaven ved København, 1853.
- P.C. Skovgaard, Udsigt til Dyrehaven nord for København, (?).
- Theodor Philipsen, En sen efterårsdag i Dyrehaven. Solskin, 1886. Statens Museum for Kunst
- August Andreas Jerndorff, Høstaften ved Hjortekæret, Jægersborg Dyrehave, Maaneskin, 1888.
- C.F. Aagaard, 1888.
- Paul Fischer, Skovtur ved Peter Lieps hus i Dyrehaven, 1904